# MYT1
MYT1 (Myelin transcription factor 1) هوَ بروتين يُشَفر بواسطة جين MYT1 في الإنسان.

## الوظيفة
البروتين الذي يُشفر بواسطة هذا الجين هو عضو في عائلة بروتينات الربط بالحمض النووي، التي تحتوي على إصبع زنك وتكون محددة للجهاز العصبي. يرتبط هذا البروتين بمناطق المشروع في بروتينات البروتيوليبيد في الجهاز العصبي المركزي ويلعب دورًا في تطوير الجهاز العصبي في مراحله المبكرة.